# Florin austro-ungar
Florinul austro-ungar sau guldenul austro-ungar sau forintul austro-ungar (în germană Österreichisch-ungarische Gulden:, maghiară : osztrák-magyar forint, iar în cehă : Rakousko-uherský zlatý) a fost moneda SIRNG-ului, a Imperiului austriac, apoi a celui austro-ungar din 1754, până la înlocuirea sa, în 1892, cu coroana austro-ungară, odată cu adoptarea etalonului-aur.

## Istorie
Odată cu introducerea Conventionsthaler, în 1754, florinul / guldenul a fost definit ca jumătate de Conventionsthaler și, prin urmare, ca 1/20 din marca de Colonia de argint, adică ~ 11,7 g, fiind împărțit în 60 de creițari / Kreuzer. Florinul / guldenul a devenit unitatea monetară standard a Imperiului habsburgic și, în continuare, a celui austro-ungar, rămânând în uz până în 1892. Între 1892 și 1900, cele două monede (guldenul / florinul și coroana) au circulat paralel. După 1900, coroana a fost unica monedă cu putere de circulație în Austro-Ungaria.
În 1857, Austria a trecut la sistemul zecimal, prin crearea unui nou creițar: 1 Kreuzer = 1/100 Florin, iar 1½ Florin = 1 Vereinsthaler.
Când, în 1866, Prusia a învins Austria, în bătălia de la Königgrätz, aceasta a ieșit din Zollverein, iar în 1867, odată cu instaurarea sistemului dualist, s-a orientat spre Uniunea Monetară Latină. Prin urmare, s-au emis monede de aur cu valorile nominale de 8 florini și de 4 florini, care erau echivalente cu cele de 20 de franci francezi și respectiv de 10 franci francezi.
Cu toate acestea, Austro-Ungaria nu a avut niciodată statutul de membru deplin al Uniunii Monetare Latine în 1870, așa cum fusese prevăzut.

## Subdiviziuni
1 florin austro-ungar = 60 de creițari (în germană : Kreuzer, iar în maghiară : krajcár). Din 1857, 1 florin = 100 creițari.

## Simboluri
În maghiară F, Frt, Ft; în latină Fl

## Galerie de imagini

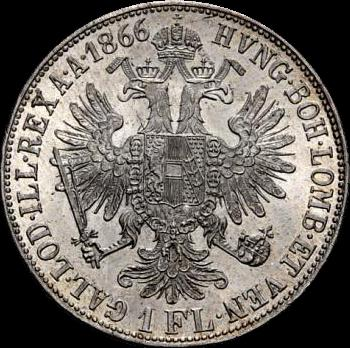
Monedă cu valoarea nominală de 1 florin austriac, din 1866, bătută la monetăria  din Körmöcbánya / Kremnitz, azi Kremnica (Slovacia), revers
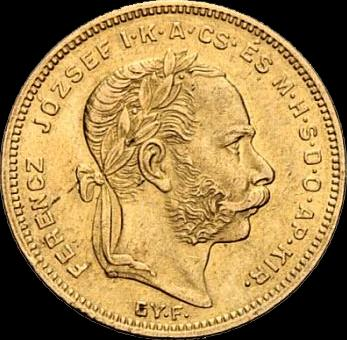
Monedă de 20 franci francezi/8 florini austro-ungari, din 1880, bătută în monetăria din Alba Iulia (GY.F.), avers
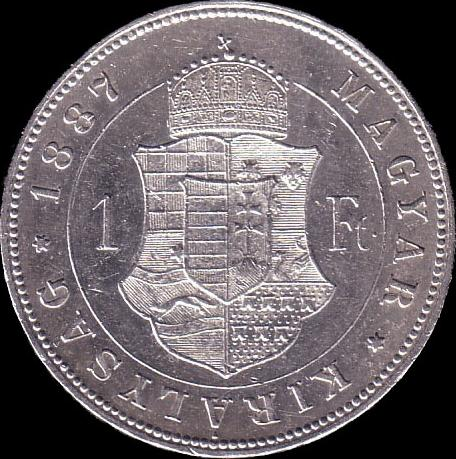
Monedă de 1 florin austro-ungar, din 1887, revers (emisiune maghiară)

## Bancnote
Au fost emise bancnote cu valori nominale 1, 5, 10, 50, 100 și 1.000 de florini, cu un avers  în germană și un revers în maghiară. 

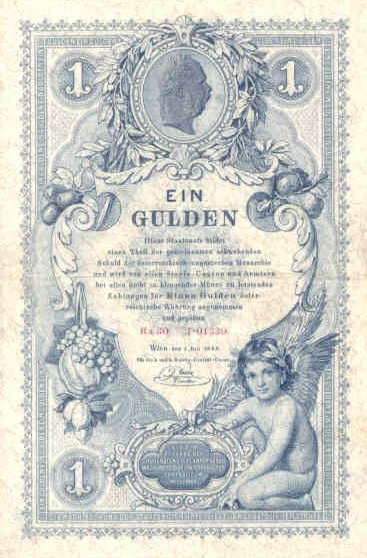
1 florin tip 1888 (avers)
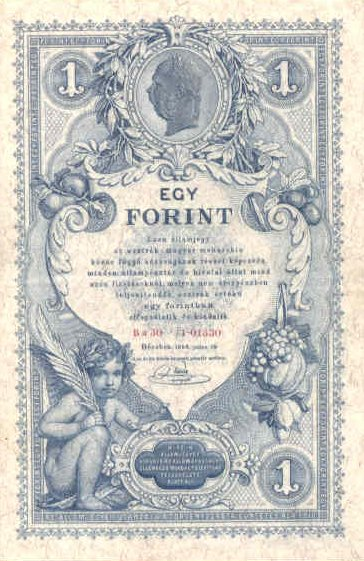
1 florin tip 1888 (revers)
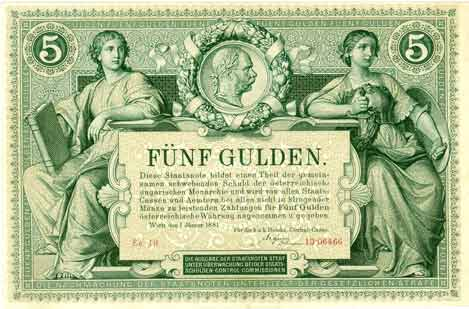
5 florini tip 1881 (avers)
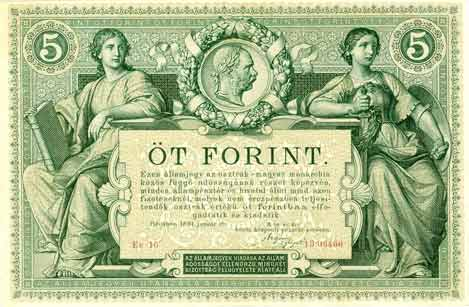
5 florini tip 1881 (revers)
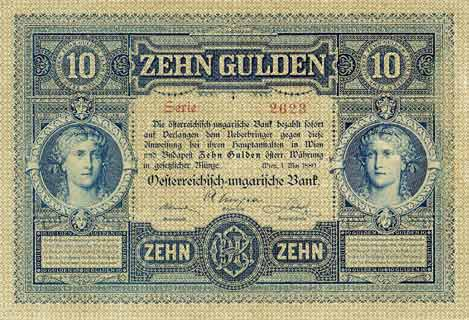
10 florini tip 1880 (avers)
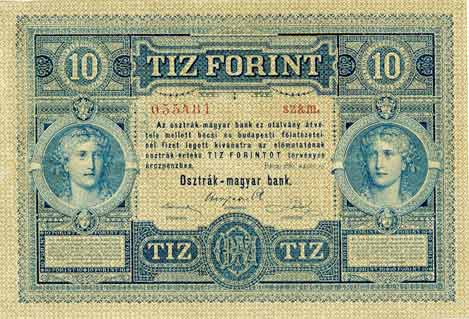
10 florini tip 1880 (revers)
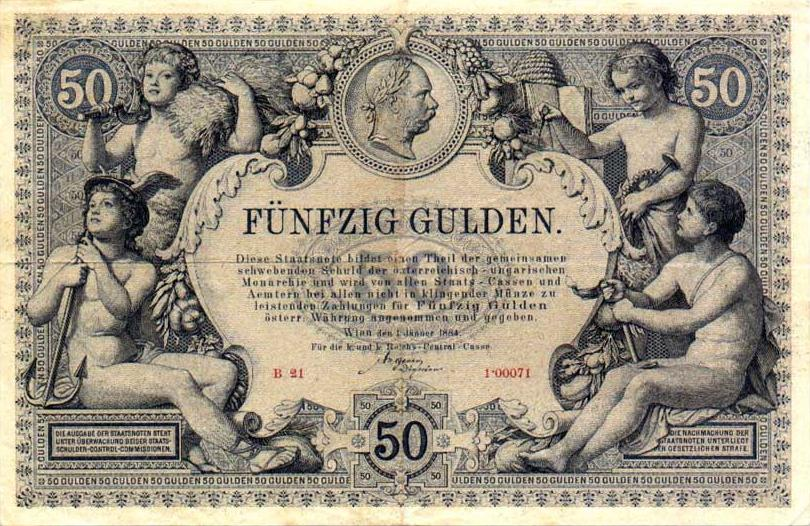
50 florini tip 1884 (avers)
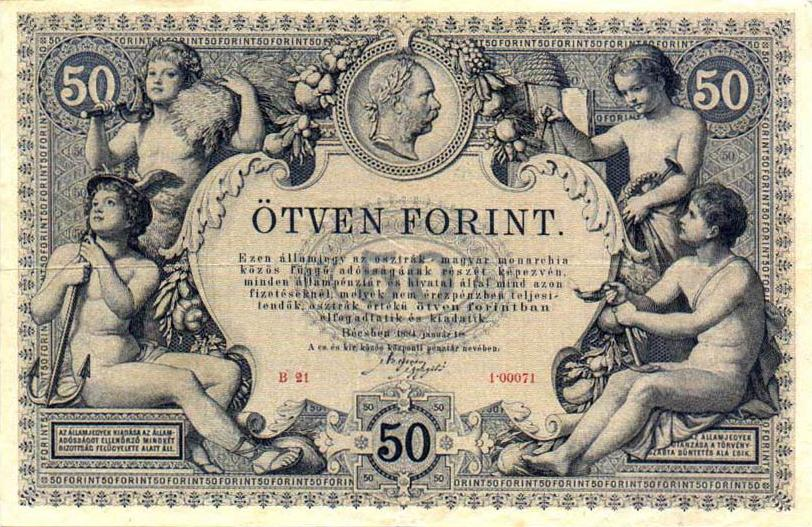
50 florini tip 1884 (revers)
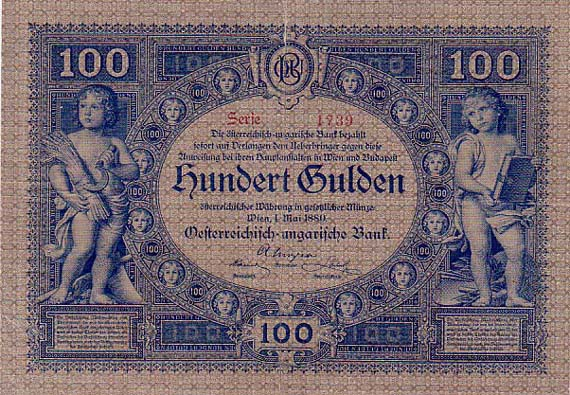
100 florini tip 1880 (avers)
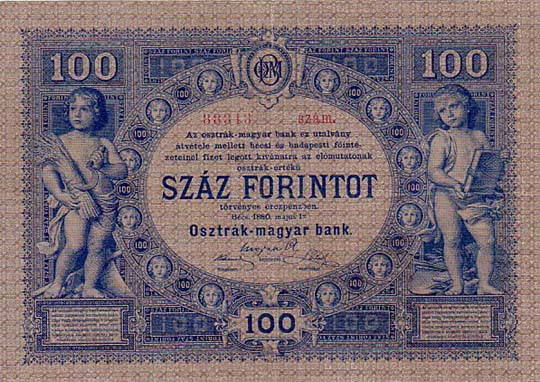
100 florini tip 1880 (revers)
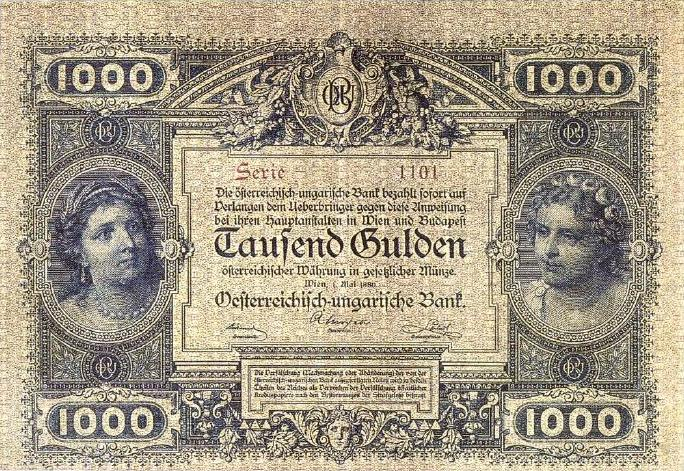
1.000 florini tip 1880 (avers)
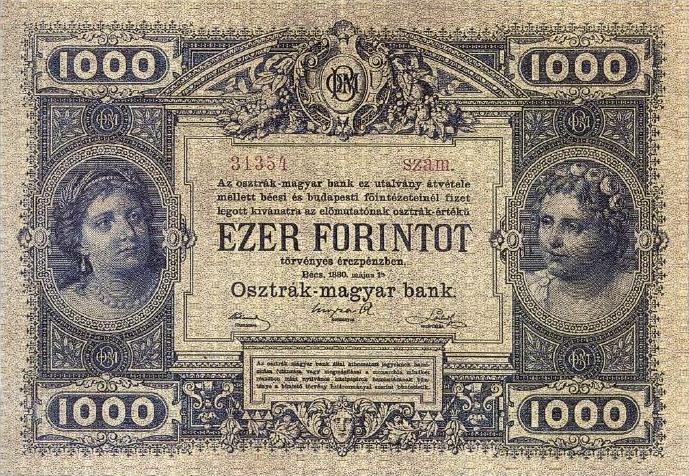
1.000 florini tip 1880 (revers)

## Locuri de emisiune ale monedelor imperiale austriece respectiv austro-ungare
| Marca de identificare                                              | Locul                                     | Perioada                      | Observații                                                                  |
| ------------------------------------------------------------------ | ----------------------------------------- | ----------------------------- | --------------------------------------------------------------------------- |
| A                                                                  | Viena                                     | 1765–1873                     |                                                                             |
| B                                                                  | Körmöczbánya/Kremnitz                     | 1765–1848 1849–1868           | azi Kremnica, Slovacia                                                      |
| BL                                                                 | Bruxelles/Brüssel                         | 1781–1789                     | Țările de Jos Austriece, azi Belgia                                         |
| C                                                                  | Gyulafehérvár/Karlsburg pentru Austria    | 1761–1764                     | azi Alba Iulia, România numai monede de cupru                               |
| C                                                                  | Praha/Prag                                | 1767–1856                     | Regatul Boemiei, azi Republica Cehă                                         |
| CA                                                                 | Gyulafehérvár/Karlsburg pentru Austria    | 1746–1765                     | azi Alba Iulia numai Francisc I (coregent)                                  |
| CA                                                                 | Gyulafehérvár/Karlsburg pentru Austria    | 1764–1765                     | azi Alba Iulia numai monede de cupru de 1 Pfennig și de ½ Kreuzer           |
| D                                                                  | Graz                                      | 1767–1772                     |                                                                             |
| D                                                                  | Salzburg                                  | 1800–1809                     |                                                                             |
| E                                                                  | Gyulafehérvár/Karlsburg                   | 1765–1867                     | azi Alba Iulia                                                              |
| F                                                                  | Hall in Tirol                             | 1765–1809                     | Münze Hall, azi muzeu                                                       |
| G                                                                  | Graz                                      | 1761–1763                     | doar monede de cupru                                                        |
| G                                                                  | Günzburg (pentru Austria)                 | 1764–1765                     | doar monede de argint                                                       |
| G                                                                  | Günzburg (pentru Austria)                 | 1772–1779                     | Markgrafschaft Burgau, azi în Germania numai pentru comitatul Burgau        |
| G                                                                  | Nagybánya/Frauenbach                      | 1767–1848 1849–1851           | azi Baia Mare                                                               |
| GR                                                                 | Graz                                      | 1746–1765                     | numai Francisc I (coregent)                                                 |
| GY.F.                                                              | Gyulafehérvár/Karlsburg                   | 1868–1871                     | azi Alba Iulia                                                              |
| H                                                                  | Hall in Tirol                             | 1760–1780                     | Münze Hall, azi muzeu                                                       |
| H                                                                  | Günzburg                                  | 1766–1805                     | azi în Germania                                                             |
| HA                                                                 | Hall in Tirol (pentru Ungaria)            | 1746–1765                     | Münze Hall, azi muzeu numai Francisc I (coregent)                           |
| HA                                                                 | Hall in Tirol (pentru Ungaria)            | 1752–1754                     | Münze Hall, azi muzeu numai polturaci (din poloneză : polturak) de argint   |
| K                                                                  | Körmöczbánya/Kremnitz (pentru Austria)    | 1760–1780                     | azi Kremnica doar monede de cupru                                           |
| K                                                                  | Körmöczbánya/Kremnitz (pentru Austria)    | 1767–1776                     | azi Kremnica doar ½ și 1 Konventionstaler (dacă argintul e deținut de stat) |
| K                                                                  | Körmöczbánya/Kremnitz pentru Gorizia/Görz | 1788–1789 1794; 1799          | azi Kremnica                                                                |
| K.B.                                                               | Körmöczbánya/Kremnitz                     | 1540–1765 1848–1849 1868–1918 | azi Kremnica                                                                |
| KB–KD                                                              | Körmöczbánya/Kremnitz                     | 1765                          | azi Kremnica numai ducați de aur                                            |
| KM                                                                 | Körmöczbánya/Kremnitz                     | 1763; 1765                    | azi Kremnica numai polturaci (din poloneză : polturak) de cupru             |
| M                                                                  | Milano/Mailand                            | 1786–1859                     | azi în Italia                                                               |
| N                                                                  | Nagybánya/Frauenbach pentru Austria       | 1780                          | azi Baia Mare                                                               |
| N.B.                                                               | Nagybánya/Frauenbach                      | 1580–1765 1849                | azi Baia Mare                                                               |
| N.B.                                                               | Nagybánya/Frauenbach                      | 1766–1780                     | azi Baia Mare doar ducați de aur                                            |
| O                                                                  | Oravicabánya/Oravicza                     | 1812–1816                     | azi Oravița, România                                                        |
| P                                                                  | Praha/Prag pentru Austria                 | 1760–1764                     | Regatul Boemiei, azi Cehia numai monede de cupru                            |
| PR                                                                 | Praha/Prag pentru Austria                 | 1746–1765                     | Regatul Boemiei, azi Cehia doar Francisc I (coregent)                       |
| S                                                                  | Szomolnok/Schmöllnitz pentru Austria      | 1763–1780                     | azi Smolník, Slovacia                                                       |
| S                                                                  | Szomolnok/Schmöllnitz pentru Boemia       | 1763; 1767                    | azi Smolník, Slovacia doar 1 Gröschel                                       |
| S                                                                  | Szomolnok/Schmöllnitz                     | 1775–1816                     | azi Smolník                                                                 |
| S KM                                                               | Szomolnok/Schmöllnitz                     | 1763                          | azi Smolník numai polturaci (din poloneză : polturak) de cupru              |
| V                                                                  | Venezia/Venedig                           | 1793–1866                     | azi Italia                                                                  |
| W                                                                  | Viena (pentru Gorizia/Görz)               | 1521–1763                     |                                                                             |
| W                                                                  | Viena (pentru Gorizia/Görz)               | 1772; 1775 1780–1781          | doar monede de cupru                                                        |
| W                                                                  | Viena (pentru Gorizia/Görz)               | 1799                          | doar 2 Soldi (ediție numismatică)                                           |
| WI                                                                 | Viena (pentru Ungaria)                    | 1746–1765                     | doar Francisc I (coregent)                                                  |
| WI                                                                 | Viena (pentru Ungaria)                    | 1752                          | numai polturaci de argint                                                   |
| În Viena (A) și Kremnica (SK) sunt emise, în prezent, monede euro. |                                           |                               |                                                                             |